# Cinara medispinosa
Cinara medispinosa är en insektsart som först beskrevs av David D. Gillette och Palmer 1929.  Cinara medispinosa ingår i släktet Cinara och familjen långrörsbladlöss. Inga underarter finns listade i Catalogue of Life.